# Matvej Goesev
Matvej Matvejevitsj Goesev (Russisch: Матвей Матвеевич Гусев; (Vjatka, 28 november [O.S. 16 november] 1826 - Berlijn, 22 april [O.S. 10 april] 1866) was een Russisch astronoom.
Hij werkte van 1850 tot 1852 in het Poelkovo-observatorium nabij Sint-Petersburg en vervolgens in het door hem aan de Universiteit van Vilnius opgerichte Vilnius-observatorium.
In 1860 richtte hij het eerste wetenschappelijke tijdschrift op dat was gewijd aan wiskunde en natuurkunde in Keizerrijk Rusland genaamd Vestnik matematitsjeskich naoek (Вестник математических наук). In 1865 werd hij directeur van het observatorium in Vilnius.
Hij was de eerste die aantoonde dat de Maan niet bolvormig was en stelde uiteindelijk in 1860 vast dat deze wordt verlengd in de richting van de Aarde. Hij wordt beschouwd als een van de pioniers die gebruik maakte van fotografie in de astronomie. Hij nam vanuit het observatorium in Vilnius foto's van de Maan, de Zon en zonnevlekken.
De grote inslagkrater Gusev op Mars is naar hem vernoemd. Hier landde begin 21e eeuw de Mars Exploration Rover Spirit.
- Gemeinsame Normdatei: 11759136X
- International Standard Name Identifier: 0000 0000 1036 0254
- Library of Congress Control Number: no2021014094
- Réseau des bibliothèques de Suisse occidentale: 02-A025056004
- Virtual International Authority File: 37145003635861341485